# Urosigalphus diversus
Urosigalphus diversus är en stekelart som beskrevs av Gibson 1982. Urosigalphus diversus ingår i släktet Urosigalphus och familjen bracksteklar. Inga underarter finns listade i Catalogue of Life.